# Maladera bruschii
Maladera bruschii är en skalbaggsart som beskrevs av Guido Sabatinelli 1977. Maladera bruschii ingår i släktet Maladera och familjen Melolonthidae. Inga underarter finns listade i Catalogue of Life.